# Gabriella Zahra
Gabriella Zahra (* 2. Mai 1991 in Malta) ist eine maltesische Fußballspielerin. Sie ist zurzeit für die maltesische Fußballnationalmannschaft aktiv.

## Karriere

### Verein
Seit 2013 spielt Zahra im Verein Birkirkara FC Von 2013 bis 2014 war sie als Abwehrspielerin tätig. Später wechselte sie ihre Position als Mittelfeldspieler.

### Nationalmannschaft
Zudem spielt Zahra in der Maltesische Fußballnationalmannschaft der Frauen als Mittelfeldspieler. Bekannt wurde sie durch die FIFA-Qualifikation-Frauen 2019.